# Єринат
Єринат — річка хребтів зони зчленування Західного Саяна і Гірського Алтаю, ліва притока річки Великий Абакан (басейн річки Абакан).
Довжина — 30 км, протікає по території Таштипського району, поблизу південного кордону Республіки Хакасія. Витік — в 10 км на схід від гори Косбажи (абсолютна висота — близько 2340 м). Гирло розташоване в 168 км від гирла річки Великий Абакан.
Єринат має понад 60 дрібних приток без назв, що витікають з невеликих озер і з-під курумів, найбільший — Узункарасу (довжиною 12 км). Русло слабо звивисте, дно кам'янисте. Живлення переважно снігове. Водний режим характеризується тривалою весняно-літньою повінню з поступовим збільшенням рівнів води внаслідок танення снігів, високими паводками з гостровершинним гідрографом, літньої і зимової меженню. Модуль річного стоку в багаторічному режимі становить 19,0 л/(с × км²). В басейні річки, де проживає остання представниця родини пустельників-старообрядців Агафія Ликова, розташована ділянка Хакаського заповідника «Займанщина Ликових» — територія, що найменш піддається антропогенному впливу.

## Дані водного реєстру
За даними державного водного реєстру Росії і геоінформаційної системи водогосподарського районування території РФ, підготовленої Федеральним агентством водних ресурсів:
- Басейновий округ — Єнісейський
- Річковий басейн — Єнісей
- Річковий підбасейн — Єнісей між злиттям Великого і Малого Єнісею і впадінням Ангари
- Водогосподарський ділянка — Єнісей від Саяно-Шушенського гідровузла до впадіння річки Абакан